# علم مركب
اسم العلم المركب هو اسم العلم المكون من كلمتين فأكثر، ويدل على حقيقة واحدة قبل النقل وبعده.

## أقسام اسم العلم المركب
ينقسم اسم العلم المركب إلى ثلاثة أنواع:

### المركب الإضافي
المركب الإضافي نحو: عبد الله، وعبد الرحمن، وعبد الرحيم، وذو النون وذو الفقار، وامرؤ القيس. ومنها كنية نحو: أبو بكر، وأبو عبيدة، وأبو القاسم، وأبو جعفر. ولهذا الاسم حكمه العام إذ يجر الاسم الثاني منه بالإضافة دائماً.

### المركب المزجي
المركب المزجي مكون من اسمين حتى أصبحت كلمة واحدة، نحو: حضرموت، وبعلبك، ومعديكرب، وسيبويه، خالويه، نفطويه.

### المركب الإسنادي
المركب الإسنادي المنقول عن جملة فعلية أو جملة اسمية، نحو: جاد الحق، وتأبط شراً، وسر من رأى. وحكمه أن يبقى على حاله قبل العلمية، فلا يدخله أي تغيير، لا في ترتيب الحروف، ولا في ضبطها.